# Correspondência entre Paulo e Sêneca

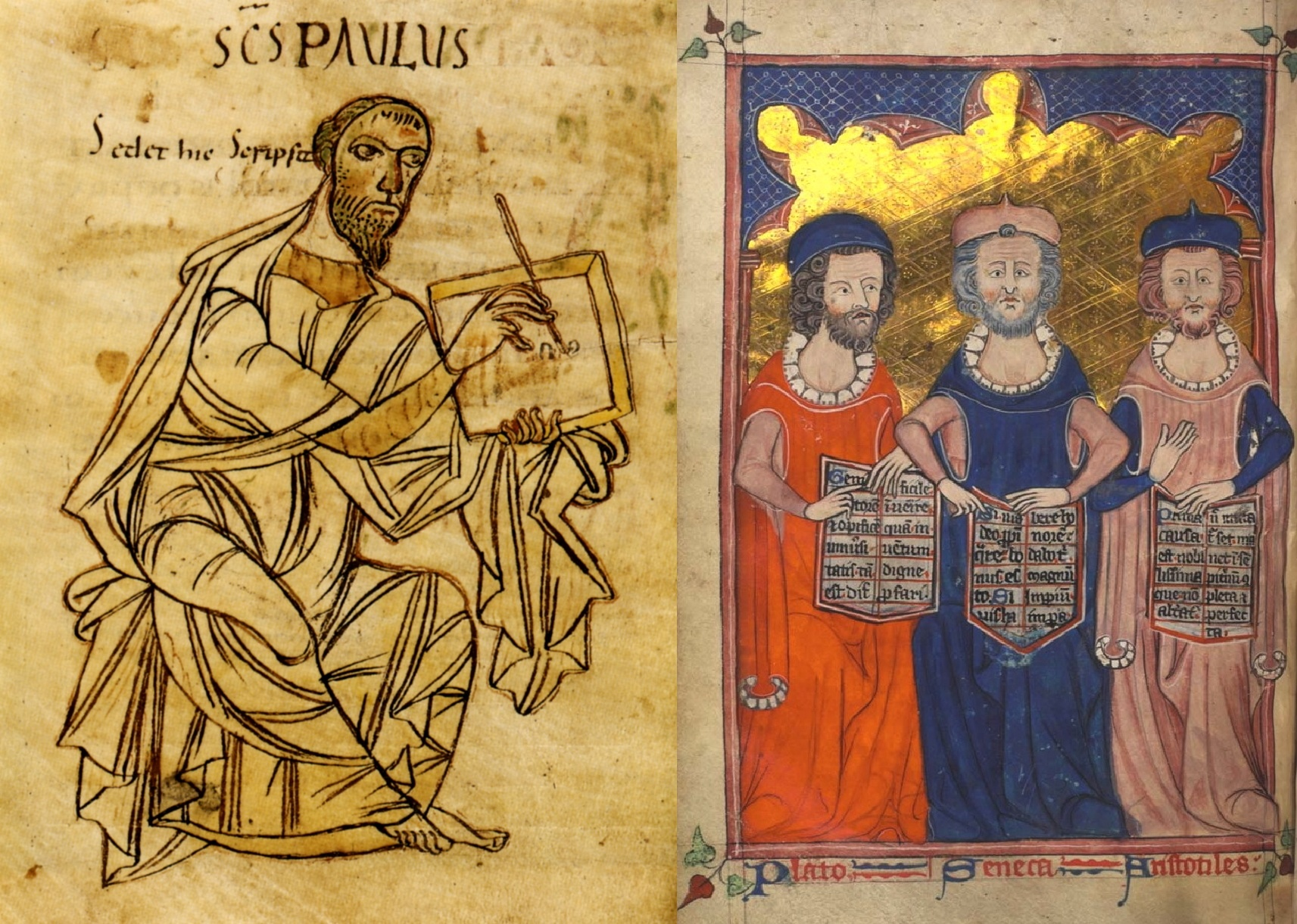
À esquerda, escrita do apóstolo Paulo, à direita, Platão, Sêneca e Aristóteles em iluminação medieval.

A Correspondência entre Paulo e Sêneca é uma coleção de cartas que supostamente foram trocadas entre Paulo para Sêneca. Há oito de Sêneca e mais seis respostas de Paulo. Porém, não há confirmação alguma de que sejam verdadeiras.
Esta correspondência entre eles foi citada por Jerônimo em seu "De Viris Illustribus" (cap. 12) nos seguintes termos:
| “ | ... alguém [Sêneca] que eu não poria numa lista de santos não fosse pelas Epístolas de Paulo para ele e dele de volta, que são lidas por muitos. Nelas, escritas quando ele era tutor de Nero e o mais poderoso homem de seu tempo, ele diz que ele deveria ter entre os seus compatriotas um lugar como o que Paulo tem entre os cristãos. | ” |
|   | — De Viris Illustribus (cap. 12), Jerônimo. |   |

Manuscritos existem a partir do século IX d.C. e são muitos. 
A origem desses manuscritos nos remete ao século IV, muito depois de Sêneca e Paulo, e nos dias de hoje os acadêmicos já consideram esses trabalhos como uma tentativa grosseira de falsificação ao ligar o trabalho de Séneca, um contemporâneo do Jesus, com Paulo de Tarso.